# James Frey

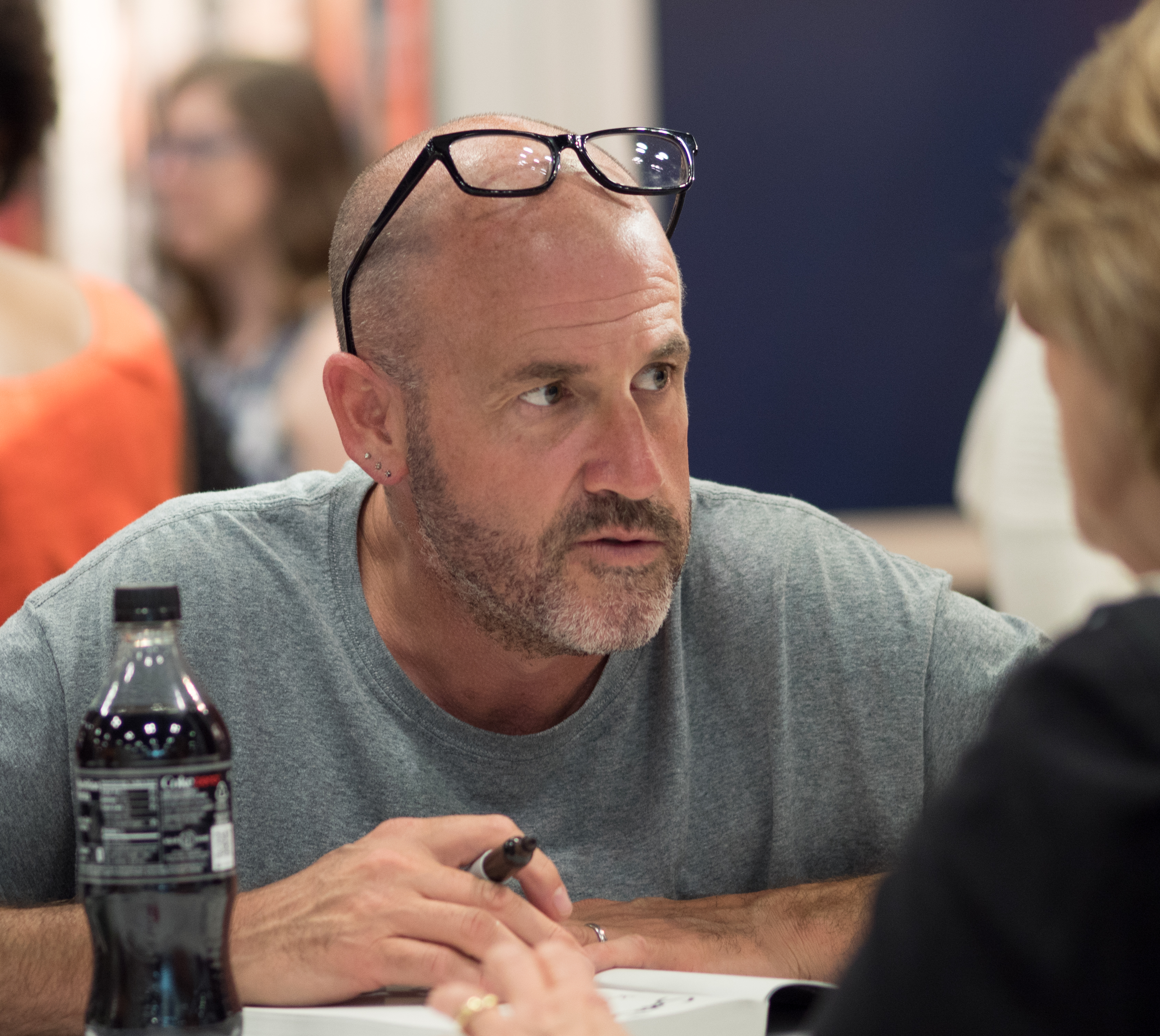
James Frey

James Christopher Frey (Cleveland (Ohio), 12 september 1969) is een Amerikaans schrijver. Hij schreef de boeken A Million Little Pieces, My Friend Leonard en Bright Shiny Morning.
A Million Little Pieces is een autobiografisch verhaal over Freys drugsverslaving. In 2005 prees Oprah Winfrey dit boek, waarna het een bestseller in Amerika werd. Later ontdekte website The Smoking Gun dat Frey verschillende delen van zijn verhaal had overdreven. Op 26 januari 2006 was Frey opnieuw op bezoek bij Oprah, en ze liet hem boete doen voor zijn leugens.
In 2010 schreef Frey het boek I Am Number Four, dat tevens werd verfilmd.